# Jeroen Dewulf
Jeroen Dewulf (n. 1972, Nieuwpoort, Belgia) este un savant belgian specializat în sclavie și cultura afro-americană, cultura neerlandeză, limba neerlandeză, germanistică și studii latino-americane. El este în prezent profesor la Universitatea Berkeley din California.

## Biografie
Dewulf s-a născut în 1972, în Belgia. El a urmat studii la Universitatea din Gent, Universitatea din Porto și la Universitatea din Berna. Începând din 2007 face parte din colectivul profesoral al catedralei de limba germană a Universității Berkeley. Din 2014, el este director al Institutului de Studii Europene de la Universitatea Berkeley.

## Lucrări
Dewulf este interesat în principal de sclavie și cultura afro-americană în Brazilia Olandeză, Noua Olanda și New York, mai ales de Sojourner Truth și de originile festivalurilor Pinkster și Mardi Gras din Louisiana.
El studiază, de asemenea, literatura coloană și postcolonială neerlandeză din Indiile de Est Olandeze și Caraibe, inclusiv autori precum Tjalie Robinson, Albert Helman (Lou Lichtveld) și Tip Marugg. Împreună cu Olf Praamstra și Michiel van Kempen, a editat cartea Shifting the Compass (2013). 
El este, de asemenea, un specialist în operele scriitorului elvețian Hugo Loetscher și este executorul testamentar al documentelor lui la Biblioteca Națională a Elveției. În Hugo Loetscher und die Portugiesischsprachige Welt (1999), a studiat operele lui Loetscher despre Portugalia, Brazilia și relicvele fostului imperiu comercial al Portugaliei în Asia și Oceania. În 2005, el a publicat In alle Richtungen gehen. Reden und Aufsätze über Hugo Loetscher în cooperare cu Rosmarie Zeller și în 2016 a editat o carte cu însemnările de călătorie ale lui Loetscher despre Brazilia, intitulată Das Entdecken erfinden. În Brasilien hit Brüchen (2007), el s-a axat, de asemenea, pe viața și activitatea altor scriitori elvețieni din Brazilia, printre care Johann Jakob von Tschudi, Louis Agassiz, Blaise Cendrars și Richard Katz.
În 2004, el a publicat Gramática da língua neerlandesa, prima carte de gramatică a limbii neerlandeze scrisă în limba portugheză.
În 2010, el a scris Spirit of Resistance, o carte despre literatura clandestină a rezistenței olandeze din cel de-al Doilea Război Mondial, cercetând colecția de cărți clandestine în limba neerlandeză de la Biblioteca Bancroft.
În 2014 a devenit director al Institutului de Studii Europene de la Universitatea Berkeley din California.
În 2014 a fost distins cu Premiul Hendricks al New Netherland Institute pentru cercetarea provinciei coloniale New Netherland și a primei comunități de sclavi din Manhattan. În 2015 a fost distins cu Louisiana History President's Memorial Award și în 2015 și 2016 a primit Premiul Clague și Carol Van Slyke.

## Publicații majore
Cărți
- Hugo Loetscher und die ‘Portugiesischsprachige Welt‘ (Bern: Peter Lang Verlag, 1999).
- Gramática da Língua Neerlandesa (São Paulo: Humanitas, 2004)
- (cu Rosmarie Zeller) In alle Richtungen gehen. Reden und Aufsätze über Hugo Loetscher (Zürich: Diogenes Verlag, 2005)
- Brasilien mit Brüchen. Schweizer unter dem Kreuz des Südens (Zürich: Verlag der Neuen Zürcher Zeitung, 2007)
- Spirit of Resistance: Dutch Clandestine Literature during the Nazi Occupation (Rochester, NY: Camden House, 2010)
- (cu Olf Praamstra și Michiel van Kempen) Shifting the Compass: Pluricontinental Connections in Dutch Colonial and Postcolonial Literature (Newcastle: Cambridge Scholars Publishing, 2013)
- (editor) Hugo Loetscher: Das Entdecken erfinden (Zürich: Diogenes Verlag, 2016)
- The Pinkster King and the King of Kongo: The Forgotten History of America's Dutch-Owned Slaves (Jackson: University of Mississippi Press, 2017)